# Basta guardarla
Basta guardarla è un film del 1970 diretto da Luciano Salce.

## Trama
(Silver Boy canta Tre rose)
Richetta, una contadinella ciociara che vive nell'immaginario paesino di Copparola di Sotto, sta lavorando nei campi quando una lussuosa e antiquata decappottabile nera si ferma a chiedere informazioni: è l'auto di Silver Boy, artista di avanspettacolo, noto come "l'ugola d'oro di Caltagirone" e "l'ultimo esponente della canzone melodica". Con una compagnia composta da cinque ballerine, la soubrette Marisa do Sol (una milanese che si finge spagnola), il coreografo gay Danilo e il tuttofare Fernando, Silver Boy batte i teatri più scalcinati della provincia italiana, mettendo in scena uno spettacolo di canzoni e balletti.
La sera stessa Richetta assiste allo spettacolo, rimanendo fatalmente sedotta dal fascino che il cantante, in abiti argento e capelli impomatati di brillantina, emana cantando Tre rose, il suo cavallo di battaglia. Richetta, abbandonata la sua vita di contadinella e perpetua dello zio, parroco del paese, entra a far parte della compagnia come ballerina, con la complicità del coreografo Danilo, che l'aiuta a spacciarsi per svedese bionda. Silver Boy, infatti, la nota subito, esclamando entusiasta: "Questa ragazza ha il ballo nel sangue: basta guardarla!"
Richetta verrà così ribattezzata Erica dallo stesso Silver Boy. Sorpresi dalla pioggia in aperta campagna, durante un caldo pomeriggio estivo, i due si rifugiano in un casolare dove lei gli si concederà, non senza qualche remora ("questo non è amore, ma febbre dei sensi"). La soubrette Marisa do Sol, ammalata, è sostituita da Erica per il duetto Corroccoccò, in cui Silver Boy e la soubrette cantano travestiti da gallo e gallina. Marisa trama vendetta: con l'aiuto di Fernando, fa arrivare Erica in ritardo e riesce a riprendere il suo posto per il Corroccoccò; fa inoltre credere a Silver Boy che Erica lo abbia tradito con Fernando ed Erica viene cacciata dalla compagnia.
Erica viene ingaggiata nella meno scalcinata compagnia di Farfarello e Pola Prima, il primo un comico che affida la propria popolarità a doppi sensi volgarotti e a continui strafalcioni, la seconda una soubrette attempata che si atteggia a diva. Farfarello ribattezza nuovamente Richetta, che diviene Erika Rikk.
Caduto in disgrazia a causa del suo amore per Richetta, Silver Boy torna a cercare la sua amata, a cui dedica stucchevoli poesie in rima e con cui progetta un radioso avvenire artistico, ma un nuovo malinteso li porterà nuovamente a separarsi.
Richetta concentra tutte le sue energie nella compagnia di Farfarello ed è ormai destinata a diventare la prima donna del varietà, andando a sostituire l'infortunata Pola Prima che decide di abbandonare le scene, quando il boicottaggio della vendicativa Marisa Do Sol spinge Richetta a riabbracciare il ferito Silver Boy e ad abbandonare così il sicuro successo in favore dell'amore.
(Farfarello dopo che Richetta ha abbandonato la sua compagnia)

## Produzione
La parte di Farfarello doveva inizialmente essere interpretata da Ugo Tognazzi, ma avendo questi rinunciato alla parte, questa fu interpretata da Luciano Salce.
Il film contribuì a lanciare l'esordiente attrice Mariangela Melato, proposta a Luciano Salce da Carlo Giuffré per la parte di Marisa do Sol, la spagnola di Milano, al posto di una anonima brasiliana. L'attrice però parve voler ripudiare questo titolo dalla propria carriera, poiché non lo inserì mai nella sua filmografia.
Tra le comparse del film figura una giovanissima Loredana Bertè, agli esordi nel mondo dello spettacolo. Lo zio sacerdote di Richetta è doppiato da Max Turilli.
Il film venne girato a Civitavecchia, Formello, Torvaianica e Ostia; per le riprese delle scene furono utilizzati il Teatro sociale di Amelia e il Teatro Brancaccio a Roma.

## Colonna sonora
La colonna sonora del film, composta da Franco Pisano, a lungo inedita, è stata pubblicata integralmente soltanto nel 2014 dalla Beat Records.
In precedenza, era stato pubblicato solamente il brano Basta guardarla, cantato da Edda Dell'Orso, in alcune compilation, uscite comunque a diversi anni di distanza dal film: Woman In Lounge (Cinedelic Records, 2001), Music For Beautiful Modern Life (Edited 1) (Pioneer, 2002).
L'edizione prodotta dalla Beat Records, che ha richiesto più di due anni di lavoro nel reperire tutte le tracce e i diritti d'autore, è stata curata da Claudio Fuiano (mastering), con note di copertina di Fabio Babini e artwork di Alessio Iannuzzi, ed è stata pubblicata in CD con numero di catalogo BCM9538.

## Distribuzione
Il film è stato distribuito dalla Interfilm.

## Critica
Basta guardarla, considerato oggi un classico della commedia all'italiana e secondo alcuni critici il più riuscito nel rappresentare l'ambiente dell'avanspettacolo, alla sua uscita fu totalmente ignorato dalla critica italiana. I Cahiers du cinéma lo ritrassero in copertina.